# Robert Filliou
Robert Filliou (17 januari 1926 - 2 december 1987) was een Franse kunstenaar verbonden aan Fluxus, filmregisseur, protest-dichter en beeldhouwer.

## Achtergrond
In 1943 werd Filliou lid van de Franse Communistische Partij tijdens de oorlog, later in 1947 reisde hij naar de Verenigde Staten en werkte als arbeider voor Coca-Cola in Los Angeles en behaalde een master in de economie. In 1951 nam hij de dubbele Frans-Amerikaanse nationaliteit aan en werkte hij als adviseur van de Verenigde Naties en werd hij gedurende drie jaar naar Korea gestuurd. Hij woonde in Egypte, Spanje, Denemarken, Canada en Frankrijk. Filliou ontmoette zijn vrouw, Marianne Staffels, in Denemarken. In de jaren '50 bevond Filliou zich in het gezelschap van het internationale netwerk van Fluxus-kunstenaars, zoals Robin Page, Dieter Roth, Dorothy Iannone, Daniel Spoerri, Ben Vautier, enz. Filliou was een pionier: eind jaren '50, begin jaren '60 was Fluxus nog een los verband van progressieve multidisciplinaire kunstenaars, die hun draai in de kunstwereld niet konden vinden.
Filliou stierf op 2 december 1987 in een klooster in Les Eyzies, Frankrijk.
- Bibsys: 1072209
- Bibliothèque nationale de France: cb11902770f (data)
- Catàleg d'autoritats de noms i títols de Catalunya: 981058508113506706
- Digitale Bibliotheek voor de Nederlandse Letteren: fill006
- Gemeinsame Normdatei: 119029650
- International Standard Name Identifier: 0000 0001 1658 1995
- Library of Congress Control Number: n84126096
- Nationale Bibliotheek van Israël: 987007510928705171
- Nationale en Universitaire bibliotheek Zagreb: 000459804
- Nederlandse Thesaurus van Auteursnamen: 070476934
- Réseau des bibliothèques de Suisse occidentale: 02-A003242969
- RKD-Nederlands Instituut voor Kunstgeschiedenis: 28010
- SNAC: w6vh6fnx
- Système universitaire de documentation: 026865025
- Union List of Artist Names: 500027344
- Virtual International Authority File: 64005599
- WorldCat: E39PBJptXpCPxcrxqdCH9YTCQq